# ボフォース 37mm対戦車砲
ボフォース 37mm対戦車砲とは、1930年代初頭にスウェーデンのボフォース社が開発した対戦車砲。各国に輸出され、特に第二次世界大戦初期に活躍した。

## 前史
ボフォース社に於ける対戦車砲の開発の歴史は1921年までさかのぼる。その頃、ボフォース社の技術者達はドイツのクルップ社の設計図を基に口径37mmの対戦車砲を試作した。試作砲は上々の出来だったが、これに満足しなかったボフォース社は更に改良を加えた砲を開発してスイスでのトライアルに参加させた。だが、スイス軍はこの砲を採用しなかった。トライアルから1年後、ボフォース社は口径47mmの対戦車砲を開発して今度はポーランドに売り込んだ。ポーランド軍ではこの砲をテストしたものの、すぐに採用することはなかった。
ボフォース社は試作47mm砲を基に新たな砲を開発した。この砲は口径47mmもしくは口径75mmの砲身を選択して搭載することが可能で、47mmの場合は対戦車砲、75mmの場合は軽野砲としての役割を担う事になっていた。また、より迅速に砲身の交換が行えるように口径37mmもしくは口径81mmの砲身を選択できるタイプも開発された。この試作砲は1928年にタイでデモンストレーションが行われた。37/81mm砲は満州事変の勃発を受けて中華民国が1933年に13門購入している。また、タイも47/75mm砲を1934年に30門購入した。

## 開発
1930年代初頭、スウェーデンはボフォース社に対し口径37mmの新型対戦車砲を発注した。これを受けてボフォース社は1931年に開発をスタートさせた。初期の試作砲は反動を押さえ込むために800kgもの重さがあったが、多孔式マズルブレーキの開発により重量を400kgまで低減させる事に成功した。また、馬による輸送を考慮して全体を11の部品に分解することが可能であった。この際、分解にかかる所要時間は4分程度であった。同じく馬により牽引輸送される場合でも牽引状態から射撃態勢に移るまでに30秒とかからなかった。肝心の対戦車砲としての威力も1000mの距離で30度に傾斜した20mmの装甲板を貫徹できることが保障された。
防盾も特徴的な形をしていて、その厚さは5mmである。
プロトタイプの開発は1932年までに終了し、若干の改良を経た上で1934年に歩兵砲「37mm infanterikanon m/34」として正式に採用された。
4年後の1938年にはさらに改良を加えられたタイプが対戦車砲「37mm pansarvärnskanon m/38」として採用された。m/34との識別点はワイヤスポークのついた車輪と、背景に溶け込ませるために上部を不規則な波形にした防盾である。

## 諸元・性能
諸元
- 種別: 対戦車砲
- 口径: 37mm
- 砲身長: 1.74m(45口径)
- 重量: 370kg
- 全長: 3.04 m (10 ft)
- 全幅: 1.09 m (3 ft 7 in)
- 全高: 1.03 m (3 ft 5 in)

作動機構
- 砲尾: 垂直鎖栓式閉鎖機
- 砲架: 開脚架

性能
- 俯仰角: -10～+25度
- 旋回角: 50度
- 初速: 800m/秒
- 有効射程: 4,000m
- 最大射程: 6,500m
- 発射速度: 12発/分

砲弾・装薬
- 弾薬: 37×258 mm R
- 砲弾: 徹甲弾, 榴弾, 発煙弾

運用史
- 開発国:  スウェーデン
- 運用国: イギリス, オランダ, スペイン, ソビエト連邦, ドイツ, デンマーク, トルコ, フィンランド, ポーランド, ルーマニア, ユーゴスラビア
- 生産期間: 1935年～

## 各国での使用状況
ボフォース37mm対戦車砲は優れた砲であったため、各国に輸出された。ここでは国別に紹介する。
イギリス
第二次世界大戦前に250門を発注し、「Ordnance Q.F.37mm Mk.1」として採用した。しかし開戦までに80門しか入手できなかった。
オランダ
スウェーデン以外では初めての採用国であり、1935年に12門を購入した。またライセンス生産も行った。
スペイン
ボフォース社から何門かの37mm対戦車砲を購入し、スペイン内戦で使用した。37mm対戦車砲は内戦に投入された軽戦車の装甲を容易に貫通することが出来た。
ソビエト連邦
1939年のポーランド侵攻の際にポーランド軍が所有していた37mm対戦車砲の一部を捕獲した。その後、1941年に独ソ戦が始まると、対戦車砲の不足を補うために前線で使用した。
ドイツ
1939年のポーランド侵攻の際に捕獲した砲を「3,7cm Pak36(p)」、1940年のデンマーク占領時に捕獲した砲を「3,7cm Pak157(d)」と名付けて使用した。3,7cm Pak36(p)は後に石油購入の代償としてルーマニアに売却された。
デンマーク
1937年に「37mm Fodfolkskanon m1937」として採用し、ライセンス生産を行った。この砲はより長い薬莢を使用し、オリジナルより威力が高かった。1940年にドイツに占領されると37mm対戦車砲は前述のようにドイツ軍によって使用された。1945年に入りドイツの敗色が濃厚になるとデンマークは来たるべき祖国解放の日に備えてスウェーデンのm/38を購入したが、実際に使用することはなかった。
トルコ
フィンランド
1936年にライセンス生産権を購入し、「37mm Pansarvärnskanon m/36」として採用した。生産は同国のTampella社とVTT社が担当した。しかし、生産数がフィンランド軍の需要に追いつかなかったためにフィンランドは国内の生産と平行してスウェーデンからm/38を輸入した。冬戦争の勃発までに98門の37mm対戦車砲と32,000発の砲弾が配備された。冬戦争が開始されると37mm対戦車砲はソ連のBT戦車やT-26といった軽戦車相手に活躍したが、砲弾が当初の備蓄量だけでは全く足りないことが判明し、急遽VTT社で砲弾の生産を開始したが砲弾の不足は最後まで解消されなかった。
継続戦争ではソ連のT-34やKV-1といった中戦車、重戦車相手に全く通用しなかったが、重火器が不足していたフィンランドでは使用され続けた。戦後も予備兵器として保管され、最後の砲が退役したのは実に1986年の事であった。
ポーランド
1936年にライセンス生産権を購入し、「37mm armata przeciwpancerny wz.36」として採用した。100門以上がSMPzA社によって製造されたほか、300門近くがスウェーデンより輸入された。1939年のポーランド侵攻までにポーランド軍は1,200門の37mm対戦車砲を保有し、また車載型のwz.37は7TP戦車に搭載された。騎兵部隊にも装備され、機動的な運用にも対応した。移動は馬匹牽引が主体だったが、Polski-Fiat508/518牽引トラクターやPolski-Fiat508/518軽トラックも使用された。
侵攻してきた当時のドイツ軍戦車は装甲が薄く、この対戦車砲により多くが撃破され、装甲の強化を促すこととなった。
ルーマニア
前述のようにドイツからポーランド仕様の37mm対戦車砲556門を購入した。
ユーゴスラビア